# Лифу, Мэри Кини
Мэри Кини Лифу (англ. Mary Kini Lifu, род. 15 октября 1994, Нгадефиу, Квара’аэ, Малаита, Соломоновы Острова) — соломонская тяжелоатлетка. Чемпионка Океании 2019 года, пятикратный серебряный призёр чемпионата Океании 2015, 2016, 2018, 2021 и 2022 годов, бронзовый призёр чемпионата Океании 2017 года, чемпионка Тихоокеанских игр 2019 года, серебряный призёр Тихоокеанских игр 2015 года. Участница летних Олимпийских игр 2020 года в Токио. 

## Биография
Мэри Кини Лифу родилась 15 октября 1994 года в соломонской деревне Нгадефиу региона Квара’аэ провинции Малаита. Получала стипендию МОК, тренировалась под руководством австралийца Пола Коффы в Новой Каледонии, а дома у Венди Хейл и Аполлоса Саэга.
Пять раз выигрывала медали чемпионата Океании по тяжёлой атлетике. В весовой категории до 53 кг завоевала серебро в 2015 году в Порт-Морсби (148 кг в сумме двоеборья), в 2016 году в Суве (150 кг) и в 2018 году в Мон-Доре (163 кг), бронзу в 2017 году в Голд-Кост (156 кг). В 2019 году в Апиа, выступая в весе до 55 кг, завоевала золото (162 кг).
Дважды была призёром Тихоокеанских игр. В 2015 году в Порт-Морсби в весе до 53 кг завоевала серебро (148 кг), в 2019 году в Апиа в весе до 55 кг (162 кг).
В 2017 году завоевала серебро Тихоокеанских мини-игр в Порт-Виле. В весовой категории до 53 кг подняла 150 кг (65 кг в рывке, 85 кг в толчке).
В 2018 году участвовала в Играх Содружества в Голд-Кост. В весовой категории до 53 кг заняла 9-е место, подняв 166 кг (73 кг в рывке, 93 кг в толчке).
В 2019 году выступала на чемпионате мира в Паттайе. В весовой категории до 55 кг заняла 36-е место с результатом 162 кг (77 кг в рывке, 85 кг в толчке).
В 2021 году была включена в состав сборной Соломоновых Островов для участия в летних Олимпийских играх в Токио.